# Cottonwood (Arizona)
Cottonwood é uma cidade localizada no estado americano do Arizona, no condado de Yavapai. Foi incorporada em 1960.

## Geografia
De acordo com o United States Census Bureau, a cidade tem uma área de 42,5 km², onde todos os 42,5 km² estão cobertos por terra.

### Localidades na vizinhança
O diagrama seguinte representa as localidades num raio de 24 km ao redor de Cottonwood. 

## Demografia
Segundo o censo nacional de 2010, a sua população é de 11 265 habitantes e sua densidade populacional é de 265 hab/km². Possui 5 866 residências, que resulta em uma densidade de 138 residências/km².